# Gegeneophis carnosus
Gegeneophis carnosus е вид земноводно от семейство Indotyphlidae.

## Разпространение
Видът е разпространен в Индия (Карнатака и Керала).